# Mianmar nos Jogos Olímpicos de Verão de 2008
Mianmar participou dos Jogos Olímpicos de Verão de 2008, em Pequim, na China. O país estreou nos Jogos em 1948 (como Birmânia) e esta foi sua 15ª participação.

## Desempenho

### Atletismo
| Atleta      | Prova            | Elim.    | Elim. | 1/4 de final | 1/4 de final | Semifinal   | Semifinal   | Final       | Final       |
| Atleta      | Prova            | Res.     | Pos.  | Res.         | Pos.         | Res.        | Pos.        | Res.        | Pos.        |
| ----------- | ---------------- | -------- | ----- | ------------ | ------------ | ----------- | ----------- | ----------- | ----------- |
| Lai Lai Win | 200 m feminino   | 24.37    | 43º   | Não avançou  | Não avançou  | Não avançou | Não avançou | Não avançou | Não avançou |
| Soe Min Thu | 5000 m masculino | 15:50.56 | 39º   | Não avançou  | Não avançou  | Não avançou | Não avançou | Não avançou | Não avançou |

### Canoagem de velocidade
Masculino
| Atleta             | Prova      | Elim.    | Elim. | Semifinais  | Semifinais  | Final       | Final       |
| Atleta             | Prova      | Tempo    | Pos.  | Tempo       | Pos.        | Tempo       | Pos.        |
| ------------------ | ---------- | -------- | ----- | ----------- | ----------- | ----------- | ----------- |
| Phone Myint Tayzar | K-1 500 m  | 1:48.179 | 7º    | 1:55.300    | 8º          | Não avançou | Não avançou |
| Phone Myint Tayzar | K-1 1000 m | 3:53.578 | 8º    | Não avançou | Não avançou | Não avançou | Não avançou |

### Natação
Masculino
| Atleta   | Prova      | Elim. | Elim. | Semifinal   | Semifinal   | Final       | Final       |
| Atleta   | Prova      | Tempo | Pos.  | Tempo       | Pos.        | Tempo       | Pos.        |
| -------- | ---------- | ----- | ----- | ----------- | ----------- | ----------- | ----------- |
| Kyaw Zin | 50 m livre | 26.17 | 77º   | Não avançou | Não avançou | Não avançou | Não avançou |

### Remo
Feminino
| Atleta        | Prova         | Elim.   | Elim. | 1/4 de final | 1/4 de final | Semifinais | Semifinais | Final   | Final   |
| Atleta        | Prova         | Tempo   | Pos.  | Tempo        | Pos.         | Tempo      | Pos.       | Tempo   | Pos.    |
| ------------- | ------------- | ------- | ----- | ------------ | ------------ | ---------- | ---------- | ------- | ------- |
| Latt Shwe Zin | Skiff simples | 8:42.23 | 4º    | 8:17.76      | 6º           | 8:24.23    | 5º (SC/D)  | 8:00.05 | 3º (FD) |

### Tiro com arco
Masculino
| Atleta       | Prova      | Qual.  | Qual. | 1/32 de final                | 1/16 de final          | 1/8 de final           | 1/4 de final           | Semifinais             | Final                  | Final       |
| Atleta       | Prova      | Escore | Pos.  | Adversário e resultado       | Adversário e resultado | Adversário e resultado | Adversário e resultado | Adversário e resultado | Adversário e resultado | Pos.        |
| ------------ | ---------- | ------ | ----- | ---------------------------- | ---------------------- | ---------------------- | ---------------------- | ---------------------- | ---------------------- | ----------- |
| Nay Myo Aung | Individual | 637    | 52º   | POL R. Dobrowolski D 110-106 | Não avançou            | Não avançou            | Não avançou            | Não avançou            | Não avançou            | Não avançou |

### Remo
| S | Classificado(a) para as semifinais |    |                        | FA | Final A (disputa de medalhas) |  |  | FD | Final D (sem medalhas) |
| Q | Classificado(a) para as quartas    | FB | Final B (sem medalhas) | FE | Final E (sem medalhas)        |  |  |    |                        |
| R | Classificado(a) para a repescagem  | FC | Final C (sem medalhas) | FF | Final F (sem medalhas)        |  |  |    |                        |